# Last Testament
Last Testament (с англ. — «Последнее завещание») — третий и последний сольный студийный альбом шотландского рок-вокалиста и бывшего участника группы Nazareth Дэна Маккаферти. Это его первый сольный альбом после официального ухода из Nazareth по состоянию здоровья в 2013 году. Для записи данного альбома Маккаферти объединился с чешским композитором, маэстро аккордеона и клавишных Карелом Маржиком, который является автором всей музыки и продюсером альбома, а Маккаферти написал все тексты.

## Критика
В обзоре журнала Blabbermouth сказано, что Last Testament представляет собой яркий альбом с полным сочетанием лирических и музыкальных стилей. Есть отъявленные рок-номера, такие как например «My Baby» и «Bring It on Back». Но в основе этого релиза лежит вновь обретенная свобода музыканта исследовать возможности своего творчества. Есть песни-размышления, такие как «You And Me», «Looking Back» и очень эмоциональный первый сингл «Tell Me», а также «Sunshine» с приглашенным вокалом товарища по группе Nazareth Пита Эгнью, которые представляют собой нежные песни о любви. Last Testament — уникальный выдающийся альбом, который удивит, бросит вызов и порадует бесчисленных поклонников по всему миру.

## Список композиций
Все тексты написаны Дэном Маккаферти кроме отмеченных, вся музыка написана Карелом Маржиком кроме отмеченных.
| №                   | Название                      | Текст песни                                      | Музыка                           | Длительность |
| ------------------- | ----------------------------- | ------------------------------------------------ | -------------------------------- | ------------ |
| 1.                  | «You And Me»                  | Дэн Маккаферти, Милош Скалка                     |                                  | 4:19         |
| 2.                  | «Why»                         |                                                  |                                  | 5:55         |
| 3.                  | «Looking Back»                |                                                  |                                  | 3:28         |
| 4.                  | «Tell Me»                     |                                                  |                                  | 4:49         |
| 5.                  | «I Can't Find the One for Me» |                                                  |                                  | 4:09         |
| 6.                  | «Look at the Song in My Eyes» |                                                  |                                  | 4:27         |
| 7.                  | «Home Is Where Your Heart Is» |                                                  |                                  | 4:48         |
| 8.                  | «My Baby»                     |                                                  | Доктор Виктор, Маржик            | 2:39         |
| 9.                  | «Refugee»                     | Маккаферти, Дункан Аиткен                        |                                  | 5:25         |
| 10.                 | «Mafia»                       |                                                  |                                  | 6:57         |
| 11.                 | «Sunshine»                    | Маккаферти, Дэрел Свит, Мэнни Чарлтон, Пит Эгнью | Маккаферти, Свит, Чарлтон, Эгнью | 3:36         |
| 12.                 | «Nobody Home»                 |                                                  |                                  | 3:28         |
| 13.                 | «Right to Fail»               |                                                  |                                  | 2:46         |
| 14.                 | «Bring It on Back»            |                                                  |                                  | 4:17         |
| 15.                 | «You And Me (Acoustic)»       | Маккаферти, Скалка                               |                                  | 5:17         |
| Общая длительность: | Общая длительность:           | Общая длительность:                              | Общая длительность:              | 66:13        |

## Участники записи
| - Дэн Маккаферти — вокал - Карел Маржик — пианино, аккордеон, синтезатор, орган, глокеншпиль, бэк-вокал - Адам Маржик — гитара - Войтех Бурес — гитара - Ян Херман — бас-гитара - Ян Карпишек — ударные - Кэмерон Барнс — волынка, вистл - Марина Санчес — виолончель - Кристина Петеркова — вокал (трек 12), бэк-вокал - Эндрю Сазерленд — бэк-вокал - Джейми Адамсон — бэк-вокал - Кэти Форрест — бэк-вокал - Пит Эгнью — бэк-вокал | - Карел Маржик — продюсер - Дункан Аиткен — звукоинженер, микширование - Эйке Фриз — мастеринг - Ян Карпишек — обложка - Михаэль Кратохвил — фотографии |